# Primera Edad del Sol

Geografía esquemática de Arda durante la Primera Edad del Sol.

La Primera Edad del Sol, también conocida como los Días Antiguos, es una etapa de la cronología de la historia de la Tierra Media, el mundo ficticio en que transcurre la mayor parte de las obras del escritor británico J. R. R. Tolkien. Las historias que tratan los sucesos de esta época son las primeras que Tolkien empezó a escribir en su juventud, y a las que aún seguía dando forma, retocando detalles aquí y allá, cuando le alcanzó la muerte. Abarca un período de aproximadamente 590 años solares.
La parte más importante (en extensión) de El Silmarillion, y que le da el nombre, es el Quenta Silmarillion, que en quenya, la lengua de los elfos Noldor, significa "La historia de los Silmarils"; y las narraciones a ella pertenecientes se inscriben casi en su totalidad en la Primera Edad.
Las Edades de los Árboles tocan a su fin con la destrucción de los Dos Árboles de Valinor (Telperion y Laurelin) a manos de Melkor y Ungoliant. Transcurriría todavía un lapso de tiempo antes de que se alzasen en los cielos la Luna (Isil) y el Sol (Anar), creados gracias a las artes de Yavanna Kementári a partir de la última hoja de Telperion (para hacer de ella la Luna) y el último fruto de Laurelin (para hacer de él el Sol), cuando los dos árboles estaban agonizantes pero todavía no del todo muertos.
La frontera entre las Edades de los Árboles y la Primera Edad es difusa, puesto que se puede interpretar que se sitúa en cualquier instante entre estos dos acontecimientos, aunque es de común acuerdo que comienza con la primera salida, ya sea de la Luna, que salió primero, o del Sol, que salió cuando ya la Luna había descrito siete viajes a través del cielo.

## Resumen
La Primera Edad comienza con el levantamiento de la Luna y del Sol. En ese momento los hombres despiertan en el Este y algunos, luego de sucesos que se pierden en el misterio, emprenden el viaje hacia el Oeste. Los Noldor llegan a la Tierra Media y los Sindar los reciben gustosos. Al inicio los Noldor salen victoriosos y organizan el largo asedio de casi 400 años contra la fortaleza de Melkor, Angband. En este período los hombres llegan a Beleriand y se convierten en aliados de los Elfos contra Melkor y de hecho entre estos hombres (conocidos como los Edain) y los Elfos se lleva a cabo una unión tan especial de la que son producto algunos hijos llamados los Peredhil o medio elfos. Sin embargo los eventos comienzan a ser desafortunados para ellos y batalla tras batalla, Beleriand se ve perdida en manos de Melkor. El hado de los Noldor muestra sus efectos en cada rincón de sus reinos, y los desastres ocurren siempre. Al final solo un reducido número de Noldor, Sindar y Hombres resisten, y los Peredhil toman el protagonismo, intercediendo por los elfos y los hombres, con lo que los Valar deciden ayudar y Melkor es vencido finalmente.

## La Luna y el Sol, y el ocultamiento de Aman
Mientras los Noldor caminan por el Helcaraxë guiados por Fingolfin, y mientras Fëanor organiza a los que le siguen para comenzar a batallar contra Morgoth, los Valar debaten sobre lo que debe hacerse a continuación. Es entonces cuando se decide rescatar lo poco que queda de los árboles y alumbrar con ellos a toda la Tierra Media, un poco por compasión a los Noldor, pero sobre todo en consideración a los elfos que ya vivían antes en la Tierra Media y que ahora recibirían la furia de Morgoth, y sobre todo pensando en los segundos hijos de Eru, los Hombres, que aún estaban por llegar.
Así, Yavanna levanta con el poder de Varda la última hoja de Telperion, formando así la Luna, que guiaría Tilion, un maia de Oromë. Cuando la Luna se levantó por primera vez, los Noldor de Fingolfin terminaron su travesía por el Helcaraxë y llegaron a las puertas de Angband donde se refugiaba Morgoth, y lo desafiaron, aunque por precaución después se retiraron, llegando a las orillas del lago Mithrim, donde los Noldor de Fëanor estaban acampados.
A las siete ocasiones en que la Luna viajó por el cielo, Yavanna tomó el último fruto de Laurelin, formando así el Sol, que sería guiado por Arien, una maia de fuego al servicio de Aulë. Cuando el Sol se levantó por primera vez lo hizo en el Oeste, y en ese instante se dice que sucedió el despertar de los Hombres en un lugar desconocido en el oriente de la Tierra Media. El Sol hizo su primera travesía pero fue capturado por las criaturas marinas de Ulmo, a las que les gustó su luz, y por eso desde entonces el Sol sale en el Este.
Puesto que los Noldor están exiliados, los Valar levantan numerosas islas encantadas en el mar, de forma tal que ningún marinero por hábil que sea pueda encontrar el camino de regreso a Aman a través del mar.

## Las Batallas de Beleriand
Morgoth guerrea con los elfos, en numerosas batallas. En la primera de ellas, casi vence a los sindar que aún no conocían del regreso de los noldor. En la segunda de ellas (Dagor-nuin-Giliath, la Batalla bajo las Estrellas), los noldor de Fëanor atacan pero Fëanor muere en manos de los Balrogs, con lo que su primogénito Maedhros debería convertirse en el Rey Supremo de los Noldor en el exilio, pero este cede el trono a su tío Fingolfin, gracias a la amistad que lo une con su primo, el primogénito de Fingolfin, Fingon el Valiente y a su deseo de restaurar a los noldor como pueblo unido.
Elwë, que para entonces ya es conocido como Thingol, recibe a los noldor en sus tierras y les concede establecer reinos al norte, de forma tal que protegieran Beleriand de Morgoth, pues su regreso resultó muy oportuno para los sindar. Sin embargo siempre hubo recelo entre Thingol y los noldor, excepto con los hijos de Finarfin, que eran sus parientes cercanos. La tercera batalla (Dagor Aglareb, la Batalla Gloriosa) supuso un fracaso total para Morgoth, que no esperaba que los noldor estuvieran tan unidos desde que los dejó en Aman con sus peleas internas.
Comienza entonces el largo asedio de Angband, de casi 400 años del Sol. Durante esta época, los sindar se separan de los noldor, al descubrir por los hijos de Finarfin de la matanza de Alqualondë, y el Quenya (idioma oficial de los noldor, que aprendieron en Aman) queda prohibido en Beleriand, quedando el sindarin como idioma oficial. Igualmente en esta época, Turgon hijo de Fingolfin, funda la ciudad oculta de Gondolin, inspirado en sueños por el Vala Ulmo. Finrod hijo de Finarfin funda a su vez la ciudad secreta de Nargothrond, también inspirado en sueños por Ulmo.
En esta época también llegan a Beleriand los primeros hombres, que fueron conocidos como los Edain. Finrod los conoce y conserva con la casa de Bëor (los primeros en llegar) una larga y verdadera amistad. Estos hombres se establecen en Dorthonion (territorio de Finrod y sus hermanos), bajo el permiso de Thingol. Después llegan los hombres Haladin (la casa de Haleth), que se establecen junto con los drúedain que los acompañan en el bosque de Brethil, en el extremo oeste del bosque de Doriath, bajo permiso de Thingol y con la condición de que cuiden el paso norte hacia Beleriand. Por último llegan los hombres de Marach (la casa de Hador), que bajo permiso de Thingol se establecen en el territorio de Fingolfin, en Dor-lómin.

## La Llama Súbita
Con la cuarta batalla, la Dagor Bragollach (la Batalla de la Llama Súbita), se rompe el asedio. Muchos noldor mueren, en especial de la casa de Finarfin, entre ellos sus hijos Angrod y Aegnor. Los hijos de Fëanor quedan dispersos. Barahir rescata a Finrod y este le da su anillo en prenda de ayudarlo a él o cualquier pariente suyo siempre que lo necesiten. Fingolfin muere al ir desesperadamente a retar en combate singular a Morgoth. Su hijo Fingon queda entonces como Rey Supremo de los noldor en el exilio. Eöl se desposa a la fuerza con Aredhel hija de Fingolfin y esta concibe a Maeglin, con quien luego huye a Gondolin con su hermano Turgon. Morgoth comienza a ganar terreno. Sauron conquista Dorthonion y Tol Sirion. De esta manera el reino que perteneció a los hijos de Finarfin cae en manos de Morgoth, solo Nargothrond sobrevive por ser un reino secreto, que además se encuentra dentro de Beleriand, al que Morgoth todavía no accede (aunque controlando Tol Sirion ya tiene paso a él). Igualmente algunos de los reinos de los hijos de Fëanor caen en manos de Morgoth, con lo que Curufin y Celegorm se van a refugiar a Nargothrond y el resto se queda agrupado alrededor de Maedhros.
Nacen Húrin y su hermano Huor, de hombres de la tercera y la segunda casas. Húrin y Huor son rescatados cuando muy jóvenes por las águilas, que los llevan a la ciudad escondida de Gondolin, donde según las reglas del lugar jamás podrían salir; sin embargo mantienen una fuerte amistad con el rey Turgon y este los deja salir con la condición de que no revelen nunca el lugar en que se encuentra Gondolin. Húrin y Huor se desposan después con mujeres de la primera casa, y tienen respectivamente a sus hijos Túrin y Tuor.
En esta época, Beren hijo de Barahir huye de Dorthonion, y conoce en Doriath a la hija de Thingol, Lúthien, y ambos se enamoran. Thingol no permite la unión de un hombre con su hija, y le encomienda a Beren la misión de capturar un Silmaril de la corona de Morgoth como prenda por su hija. Beren desesperado acude a Finrod en Nargothrond, quien, por el juramento hecho a su padre Barahir, le brinda ayuda con pocos elfos, ya que la ciudad entera fue convencida por Curufin y Celegorm, hijos de Fëanor, de no ayudar en tal empresa que equivaldría a traicionar a Fëanor, por el Juramento que sus hijos hicieron. Son capturados por Sauron y Finrod muere defendiendo a Beren. Beren es rescatado por Lúthien y Huan, el perro cazador de Celegorm. Beren y luego Lúthien con él, van a Angband, y disfrazados logran robar un Silmaril de la corona de Morgoth. Beren pierde la mano donde tenía el Silmaril y casi muere pero son rescatados por las águilas. Thingol entonces permite la unión pero antes deben matar a Carcharoth, el lobo de Morgoth que le arrancó la mano a Beren, y que huyó hasta Doriath consumido por el Silmaril en sus entrañas. El lobo es muerto por Huan, pero también mata a Beren y a Huan. Lúthien muere de pena.
En Aman, los Valar conocen a Lúthien y ella canta con dolor por su amor por Beren y por los hijos de Ilúvatar abandonados en la Tierra Media. Los Valar entonces, bajo el permiso de Eru, permiten que Beren regrese de la muerte junto con Lúthien, quien para que esto se lleve a cabo elige un destino mortal distinto al de los elfos, e idéntico al de los Hombres. Se lleva a cabo entonces la Primera Unión de Elfos con Hombres. Beren y Lúthien se van a vivir a Ossiriand. Nace de ellos Dior, que luego se casa con Nimloth de Doriath y de ellos nace Elwing y otros dos hijos, los primeros medio elfos.

## Las Lágrimas Innumerables
Esta es la quinta gran batalla de Beleriand. En ella los noldor se vuelven a aliar para combatir contra Melkor. El Señor de Doriath, el sinda Thingol, no acude con ellos pero tampoco evita que quien lo desee vaya a luchar, lo mismo sucede con Nargothrond, ahora al mando de Orodreth, hermano de Finrod, que sufrió durante la época de Beren y Lúthien por la codicia de los hijos de Fëanor. Los enanos también se alían con los noldor, y junto con los hombres de las Tres casas y los hombres cetrinos que llegaron después a Beleriand (y que estaban aliados con los hijos de Fëanor), organizan una gran batalla contra Melkor, que se llegaría a llamar Nírnaeth Arnoediad, «la batalla de las lágrimas innumerables».
Morgoth por su parte contraataca con todas sus fuerzas (orcos, Glaurung el Dragón, Balrogs, y los hombres cetrinos que traicionan a los hijos de Fëanor). Al final la batalla queda perdida para los noldor, y aunque hasta Turgon salió de Gondolin para combatir, son vencidos y este tiene que retirarse. Fingon muere a manos de los Balrogs y su hermano Turgon queda como Rey Supremo de los noldor en el exilio, escondido en Gondolin. Huor muere y Hurin defiende hasta el final la huida de Turgon, quedando al final preso por Melkor, quien lo maldice a él y a los suyos. Los enanos se retiran de la batalla luego de que su rey muere a manos de Glaurung. Los hijos de Fëanor se retiran por la traición de los hombres cetrinos. Muchos elfos, noldor y sindar, son capturados y llevados a Angband. De esta forma, el resto de los reinos de los hijos de Fëanor quedan conquistados y estos tienen que vivir por los bosques sin poder establecerse.
Todo el reino que antiguamente pertenecía a Fingolfin y su hijo Fingon, así como a los hombres de la casa de Hador, es capturado y cedido por Melkor a los hombres cetrinos como recompensa. Así mismo, las Falas son conquistadas, cayendo sus ciudades Brithombar y Eglarest, por las fuerzas de Melkor, al no haber ya protección en esa región de Beleriand.

## Caída de los últimos reinos élficos

### La caída de Nargothrond
Túrin, hijo de Húrin, comienza sus desgracias, primero en Doriath a donde huyó dejando atrás a su madre Morwen y hermana Nienor en Dor-lómin. Luego huye a las zonas invadidas de Beleriand donde se convierte en un bandido en la guarida de Mîm el enano. Su amigo Beleg el arquero de Doriath se le une pero son traicionados por Mîm y huyendo al norte, en una lamentable equivocación, Túrin mata a Beleg con su propia espada. Túrin llega a Nargothrond donde se pone el apodo de Mormegil, la "Espada negra" (por Gurthang (antes llamada Anglachel), la espada negra que porta). Ahí gana fama como capitán, y a pesar de las advertencias de unos elfos del mar, por parte de Ulmo, consigue hacer de Nargothrond ya no una ciudad secreta sino una fortaleza para enfrentar a Morgoth. Este lanza un ataque con Glaurung y vence, destruyendo Nargothrond, matando a Orodreth, capturando a los elfos y dejando a Túrin desesperado. Este quiere rescatar a la hija de Orodreth, Finduilas, pero no lo consigue. Túrin huye al bosque de los Haladin, donde se pone el (cruelmente irónico) sobrenombre de Turambar, el "Amo del destino". Ahí conoce a su hermana menor, a la que no reconoce porque nació después de su partida, y que tiene amnesia debida a una maldición de Glaurung, y sin saberlo se casan y conciben un hijo. Glaurung ataca a los Haladin y Túrin los defiende, matando a Glaurung, no sin antes revelarles a Túrin y Nienor el espantoso error que cometieron. Enloquecida, Nienor se suicida lanzándose al río con el hijo que lleva en el vientre. Túrin se suicida sobre su propia espada.

### La caída de Doriath
Húrin es liberado de Angband, quien va a Nargothrond, ya abandonado por las fuerzas de Morgoth y tomada por Mîm, a quien mata por traicionar a su hijo, y roba de Nargothrond el Nauglamír de Finrod, hecho por los Enanos. Se lo da a Thingol y después, sin deseos de vivir por las desgracias de los suyos, se avienta al mar. Thingol le pide a los enanos engarzar el Silmaril de Beren en el Nauglamir y estos lo quieren robar, Thingol muere a sus manos y Melian se retira de la Tierra Media para siempre. Beren y Lúthien recuperan el Nauglamir de los enanos, a los que matan con ayuda de los Ents. Dior se convierte en rey de Doriath y ahí él se entera de la muerte natural de Beren y Lúthien años después, de quienes hereda el Nauglamir con el Silmaril. Los hijos de Fëanor exigen se les entregue el Silmaril pero Dior se niega. En una Segunda Matanza de elfos contra elfos, los hijos de Fëanor destruyen Doriath, pero varios de ellos mueren, Dior también. Elwing alcanza a huir con el Nauglamir al Sur, a la bahía de Balar, donde los últimos reductos libres de elfos y hombres existen en el mar, con Círdan el carpintero de barcos al mando.

### La caída de Gondolin
Durante esta época, Tuor, el hijo de Huor, es criado en Dor-lómin por los elfos de Mithrim, quienes lo educan en las costumbres élficas, y luego huye hacia el mar, donde Ulmo lo contacta para que vaya a avisar a Turgon que el tiempo de Gondolin ha terminado. Tuor llega por fin a Gondolin pero Turgon no quiere hacer caso, y Tuor termina desposándose con la hija de Turgon, Idril, dando lugar a la Segunda Unión de Elfos con Hombres. Nace de esa unión Eärendil. Maeglin, celoso de Tuor, traiciona Gondolin, revelándosela a Morgoth, quien la conquista rápidamente. Tuor, Idril, Eärendil y otros sobrevivientes huyen de Gondolin hacia el Sur, a la bahía de Balar; mientras huyen, un Balrog les cierra el paso en las montañas de Gondolin y Glorfindel los salva a todos sacrificando su propia vida. Turgon muere defendiendo Gondolin, y Ereinion Gil-Galad, hijo de Fingon, que en ese entonces ya vivía en Balar, queda como Rey Supremo de los Noldor en el exilio.

## Eärendil y la Guerra de la Cólera
Eärendil y Elwing se conocen y se casan. Nacen de ellos los gemelos Elros y Elrond, los medio elfos. Eärendil emprende el viaje en busca de su padre, que se había embarcado al oeste en busca de Valinor, y de quien se dice (aunque no se sabe con certeza), que se le concedió ser contado entre los elfos, para vivir en Aman junto a su esposa Idril. Los hijos de Fëanor exigen el Silmaril a Elwing y realizan la Tercera Matanza de elfos contra elfos, en la que también mueren otros más de los hijos de Fëanor. Elwing huye tirándose al mar con el Silmaril, pero deja a sus hijos en manos de Maedhros y Maglor, los únicos hijos de Fëanor que quedan, los cuales, a pesar de todo, los cuidan.
Elwing es levantada por Ulmo del mar con forma de ave, se dirige al barco de Eärendil y juntos van al oeste y llegan a Aman con la ayuda del Silmaril. Eärendil habla con los Valar en nombre de todos los hombres y elfos de la Tierra Media y pide perdón por los noldor. Los Valar conceden y organizan la Guerra de la Cólera, en que por fin Morgoth es vencido.
Los noldor de Finarfin, junto con los Valar, los Maiar y los Vanyar, y con Eärendil en su barco (que se le destinó a volar para siempre por los cielos), van a la Tierra Media en barcos de los Teleri de Olwë, todos al mando de Eönwë, el heraldo de Manwë. Eärendil, portando el Silmaril de Beren y Lúthien, se levanta por primera vez en el cielo occidental como señal de esperanza.
Morgoth no puede soportar el ataque. Caen muchos Balrogs (aunque algunos alcanzan a esconderse bajo tierra), cae también Sauron, los dragones alados salen a la batalla por primera vez y son vencidos por Eärendil. Beleriand comienza a hundirse bajo el mar por la furia de la batalla y solo quedan algunos promontorios e islas pequeñas sobre el mar.
Morgoth es expulsado y exiliado al Vacío Intemporal, donde debe permanecer para siempre, sin embargo se dice que al final del tiempo logrará salir y guerreará contra las criaturas libres de Arda por última ocasión (ver Dagor Dagorath, la Última Batalla). Sauron en cambio mostró arrepentimiento, orillado por el miedo, y fue convocado por los Valar para responder por sus actos en Aman. Sin embargo, por el mismo miedo, decidió no presentarse y se escondió en la Tierra Media por mucho tiempo.
Los últimos dos Silmarils son recuperados, pero los dos últimos hijos de Fëanor sobrevivientes (Maedhros y Maglor) los roban del ejército de los Valar. Sin embargo, por la maldición de los noldor, las joyas ya no les pertenecen y les queman y enloquecen. Maedhros se tira en una fosa volcánica, junto con el Silmaril que lleva, que se queda en la tierra. Maglor arroja su Silmaril al mar, y él desde entonces vaga por las orillas del mar lleno de arrepentimiento. El tercer Silmaril pertenece al aire y Eärendil lo porta sin repercusión para él.
Los noldor son perdonados y aquellos que lo deseen pueden regresar a Aman, a habitar la isla de Tol Eressëa, donde antaño vivieron los Teleri antes de fundar Alqualondë. Sin embargo no todos los noldor regresan, y algunos permanecen en la Tierra Media con sus líderes; Gil-Galad como Rey Supremo y Galadriel hermana de Finrod, desposada con Celeborn de Doriath. Los noldor establecen sus reinos en Lindon y Eriador. A los Edain se les concede como regalo por su lealtad la isla de Númenor, donde establecen un largo reinado.
Se les concede a los medio elfos el poder de elegir su destino, si mortal o élfico. Elros elige el destino de los hombres y se convierte en el primer rey de Númenor. Elrond elige el destino de los elfos y se convierte en el segundo al mando de Gil-Galad, el cual vive en Mithlond, los Puertos Grises, con Círdan. Galadriel y Celeborn se van a Eregion, región fundada entonces por los noldor, al lado de la ciudad de Khazad-dûm de los enanos.
Con el fin de la Guerra de la Ira y el hundimiento de Beleriand comienza la Segunda Edad del Sol.
| Predecesor: Edades de los Árboles | Historia de Arda 1 PE - 590 PE | Sucesor: Segunda Edad del Sol |

- Datos: Q847292